# Shire of West Arthur
West Arthur är en kommun i Australien. Den ligger i delstaten Western Australia, omkring 180 kilometer sydost om delstatshuvudstaden Perth. Antalet invånare var 809 vid folkräkningen 2016.
Följande samhällen finns i West Arthur:
- Darkan
- Duranillin
- Arthur River